# Andrea Barbiani

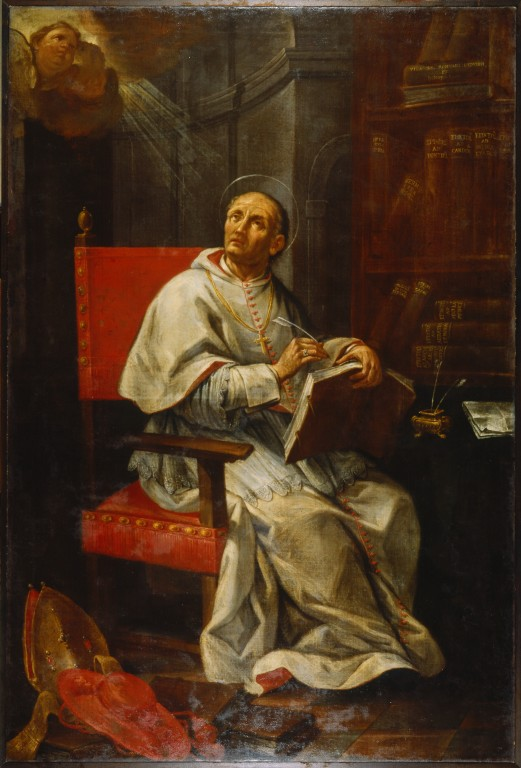
Andrea Barbiani, Pier Damiani, Biblioteca Classense, Ravenna

Andrea Barbiani (21 luglio 1708 – 14 dicembre 1779) è stato un pittore italiano del XVIII secolo attivo principalmente in Emilia-Romagna.

## Biografia
Fu attivo principalmente a Ravenna e Rimini e dipinse nello stile di Cesare Pronti. Era il nipote del pittore Giovanni Battista Barbiani.
Dipinse i quattro evangelisti nella cappella del Duomo di Ravenna.

## Opere
- I quattro evangelisti, cappella della cattedrale di Ravenna
- L'Adorazione dei Magi, olio su tela, Fondazione della Cassa di risparmio di Ravenna.
- San Pier Damiani, Biblioteca Classense, Ravenna